# مظنون (فیلم ۱۹۱۶)

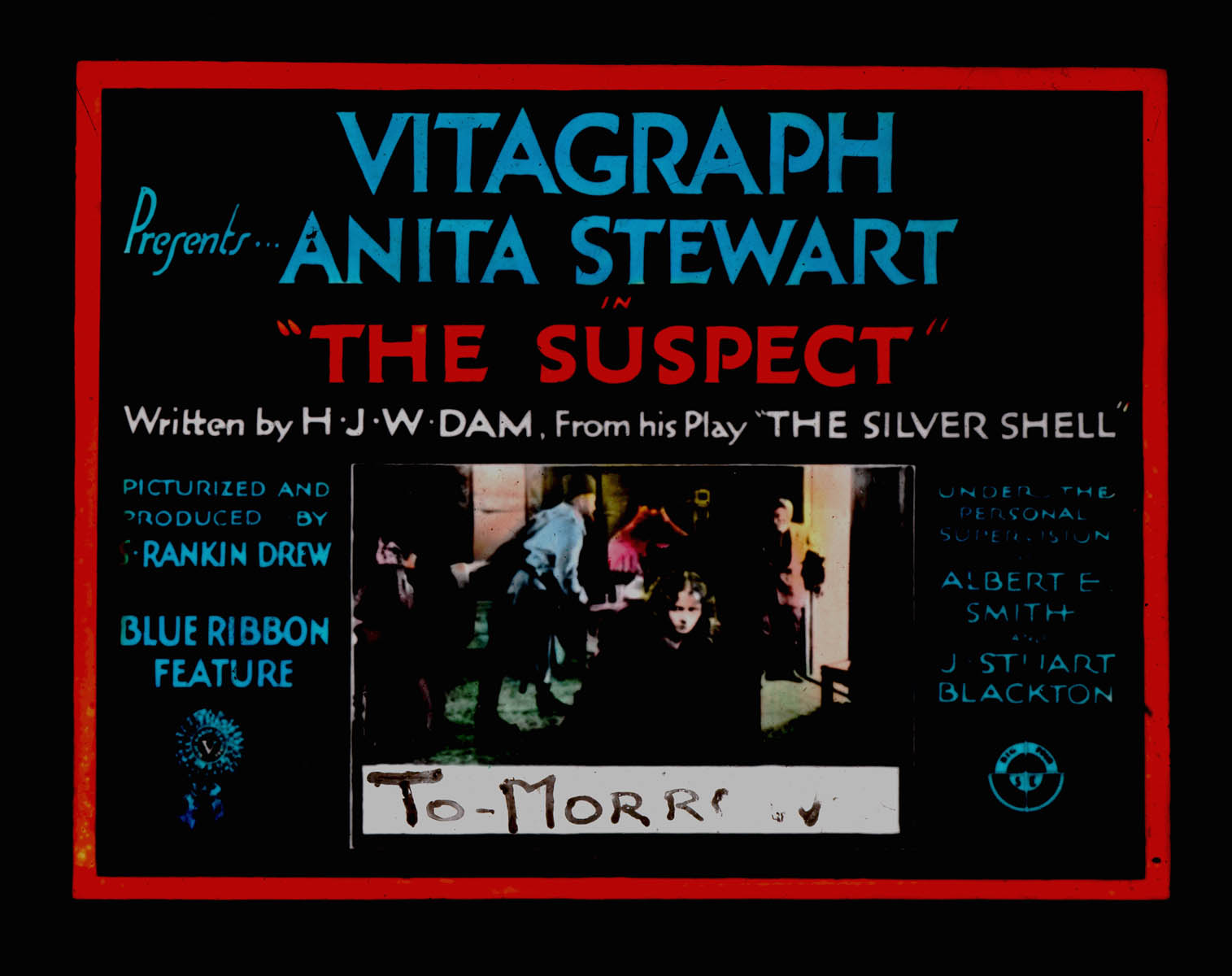
اسلاید شیشه ای فیلم مظنون

«مظنون» (انگلیسی: The Suspect (1916 film)) یک فیلم صامت است که در سال ۱۹۱۶ منتشر شد. از بازیگران آن می‌توان به آنیتا استوارت اشاره کرد.